# Саєнко Василь Тарасович
Васи́ль Тара́сович Сає́нко (нар. 1920 — пом. 1988) — радянський військовик часів Другої світової війни, командир танка Т-34 55-го гвардійського танкового полку 12-ї гвардійської механізованої бригади 5-го гвардійського механізованого корпусу (4-та гвардійська танкова армія), гвардії лейтенант. Герой Радянського Союзу (1945).

## Життєпис
Народився 21 січня 1920 року в селі Дяковому, нині — Шевченкове Перше Вовчанського району Харківської області, в селянській родині. Українець. Закінчив 6 класів школи. Працював слюсарем на Харківському електромеханічному заводі.
До лав РСЧА призваний у 1940 році. Учасник німецько-радянської війни з 22 червня 1941 року. До серпня 1942 року воював на Західному фронті. Двічі був контужений. У 1943 році закінчив Сталінградське танкове училище.
З жовтня 1943 року — командир танка Т-34 55-го гвардійського танкового полку 12-ї гвардійської механізованої бригади на 2-му та 4-му Українських і 1-му Білоруському фронтах.
Особливо відзначився під час Берлінської операції радянських військ. Успішно форсувавши річки Нейсе і Шпрее, увійшов у прорив і діяв у складі передового загону бригади південно-західніше Берліна. З 25 квітня по 2 травня 1945 року, перебуваючи у тилу супротивника в районі населеного пункту Гольцов провінції Бранденбург, перерізав шляхи Гольцев — Бранденбург, Брюк і Бельциг і протягом 7 діб утримував їх у складі передового загону, не даючи змоги супротивнику прорватися до оточеного південно-західніше Берліна угруповання.
Після закінчення війни продовжив військову службу. У 1949 році закінчив Курси удосконалення офіцерського складу. Проходив службу у складі 332-го гвардійського танкового Варшавського полку (вч пп 47598, м. Нойруппін) Групи радянських військ у Німеччині. У 1961 році майор В. Т. Саєнко вийшов у запас.
Мешкав у Херсоні. Працював у відділі кадрів Херсонського нафтопереробного заводу. Помер 2 липня 1988 року.

## Нагороди
Указом Президії Верховної Ради СРСР від 27 червня 1945 року «за зразкове виконання бойових завдань командування на фронті боротьби з німецькими загарбниками та виявлені при цьому відвагу і героїзм», гвардії лейтенантові Саєнку Василю Тарасовичу присвоєне звання Героя Радянського Союзу з врученням ордена Леніна і медалі «Золота Зірка» (№ 8854).
Також нагороджений орденом Вітчизняної війни 1-го ступеня (11.03.1985), двома орденами Червоної Зірки (12.04.1945, …) і медалями.